# 山登英臣
山登 英臣（やまと ひでおみ、1935年1月3日-  ）は、日本の経営者。住友大阪セメント社長、会長を務めた。

## 来歴・人物
兵庫県出身。1957年に神戸大学工学部機械工学科を卒業し、同年に住友金属工業に入社した。1990年6月に住友セメント(のちの住友大阪セメント)取締役に就任し、1991年6月に常務、1993年6月に専務を経て、1998年7月に社長に就任。2000年6月に取締役相談役に就任。